# Il generale York
Il generale York (titolo originale Yorck) è un film di guerra tedesco del 1931 diretto da Gustav Ucicky e interpretato da Werner Krauss, Grete Mosheim e Rudolf Forster.

## Trama
Descrive la vita del generale prussiano Ludwig Yorck von Wartenburg, in particolare il suo rifiuto di prestare servizio nell'esercito di Napoleone durante l'invasione francese della Russia nel 1812. Il film faceva parte di un ciclo realizzato durante l'era prussiana e incentrato sulla storia della Prussia.
I set del film vennero progettati da Robert Herlth e Walter Röhrig. Il film è stato girato nello Studio Babelsberg di Potsdam e in una location nei dintorni di Berlino.